# Idioglochina
Idioglochina is een ondergeslacht van het geslacht van insecten Dicranomyia binnen de familie steltmuggen (Limoniidae).

## Soorten
- D. (Idioglochina) allani (Alexander, 1959)
- D. (Idioglochina) ambrosiana (Alexander, 1962)
- D. (Idioglochina) australiensis (Alexander, 1922)
- D. (Idioglochina) bioculata (de Meijere, 1916)
- D. (Idioglochina) corallicola (Alexander, 1956)
- D. (Idioglochina) chlorella (Alexander, 1978)
- D. (Idioglochina) debeauforti (de Meijere, 1913)
- D. (Idioglochina) flavalis (Alexander, 1934)
- D. (Idioglochina) fumipennis (Butler, 1875)
- D. (Idioglochina) kotoshoensis (Alexander, 1923)
- D. (Idioglochina) kronei (Mik, 1881)
- D. (Idioglochina) latibasis (Alexander, 1967)
- D. (Idioglochina) lightfooti (Alexander, 1917)
- D. (Idioglochina) marmorata (Osten Sacken, 1861)
- D. (Idioglochina) medidorsalis (Tokunaga, 1936)
- D. (Idioglochina) obesula (Edwards, 1927)
- D. (Idioglochina) pacifica (Tokunaga, 1935)
- D. (Idioglochina) parvimacula (Edwards, 1927)
- D. (Idioglochina) perkinsiana (Alexander, 1930)
- D. (Idioglochina) porteri (Alexander, 1919)
- D. (Idioglochina) tokara (Nobuchi, 1955)
- D. (Idioglochina) tokunagai (Alexander, 1932)
- D. (Idioglochina) tokunagana (Alexander, 1964)
- D. (Idioglochina) tusitala (Alexander, 1921)
- D. (Idioglochina) vilae (Edwards, 1927)